# 胡耶
胡耶是德国石勒苏益格－荷尔斯泰因州的一个市镇。总面积5.54平方公里，总人口251人，其中男性125人，女性126人（2011年12月31日），人口密度45人/平方公里。